# 유럽 고속도로 714호선
유럽 고속도로 714호선(European route E714)은 프랑스의 오랑주에서 마르세유까지 이르는 총 연장 117 km의 구간을 가진 B-클래스급 고속도로이다.

## 경로
- 프랑스
  - 유럽 고속도로 15호선 : 오랑주
  - 유럽 고속도로 712호선 : 마르세유